# خانم داوت‌فایر
خانم داوت فایر (به انگلیسی: Mrs. Doubtfire) فیلمی محصول سال ۱۹۹۳ به کارگردانی کریس کلمبوس است. در این فیلم رابین ویلیامز، سالی فیلد، پیرس برازنان، متیو لارنس بازی کردند. خانم داوت‌فایر در سال ۱۹۹۳ برندهٔ «اسکار بهترین چهره‌پردازی» شده‌است.

## خلاصه داستان
دانیل هیلارد(رابین ویلیامز) ازهمسرش میراندا(سالی فیلد) جدا شده‌است اما او نمی‌تواند بدون فرزندانش زندگی کند. ازطرفی میراندا اجازه نمی‌دهد بچه‌ها خیلی با پدرشان باشند. دانیل متوجه می‌شود که میراندا قصد دارد برای نگهداری بچه‌ها یک پرستار خانم استخدام کند. دانیل که متخصص تقلید صدا و یک هنرپیشه است تصمیم می‌گیرد تا با پوشیدن لباس مبدل خودش را جای یک خانم پرستار مُسن با نام مستعار «داوت‌فایر» جا بزند و …